# Aleurocanthus bambusae
Aleurocanthus bambusae es un insecto hemíptero de la familia Aleyrodidae, subfamilia Aleyrodinae. Fue descrita científicamente en 1903 por Peal.